# Oosterkadekerk
De Oosterkadekerk is een monumentaal kerkgebouw aan de Oosterkade in de Groninger plaats Stadskanaal.

## Geschiedenis
De ontginning van het veengebied rond Stadskanaal vond plaats in de loop van de 19e eeuw. Het kanaal werd gegraven vanuit het noordwesten naar het zuidoosten. In 1830 werd de eerste hervormde kerk, de Semsstraatkerk, aan het kanaal gebouwd. Nadat de ontginning in de jaren zestig van de 19e eeuw ver genoeg gevorderd was ontstond de behoefte een tweede hervormde kerk te bouwen. De aanbesteding vond plaats in 1862 en de bouw werd gegund aan de plaatselijke aannemer Egbert Roelfs Kleve (1812-1866). De totale aanneemsom voor de bouw van zowel de kerk als de pastorie bedroeg ƒ 12.998. Volgens Stenvert was Kleve ook de ontwerper van het kerkgebouw.
Het gebouw is een zaalkerk in neoclassicistische stijl met een symmetrische vormgeving. Haaks op het zaalgedeelte bevindt zich aan de voorzijde een uitspringend bouwvolume, waarin zich twee toegangsdeuren bevinden. Recht boven deze deuren zijn twee rondboogvensters in de voorgevel aangebracht. In het midden van de geveltop bevinden zich nog twee vensters. De geveltop wordt bekroond met een torentje, dat voorzien is van een uurwerk en een naaldspits. Het zaalgedeelte van de kerk telt aan de voorzijde vier lange rondboogvensters, twee aan de linker- en twee aan de rechterzijde. Links van de kerk staat de pastorie. Deze had aanvankelijk slechts één woonlaag, maar kreeg in 1902 een verdieping omdat het gezin van de toenmalige predikant veel kinderen telde.
Het kerkorgel is in 1876 gemaakt door de orgelbouwer Petrus van Oeckelen te Harendermolen.
De kerk en de pastorie zijn erkend als gemeentelijke monumenten.

## Gemeente
De Hervormde Gemeente Nieuw-Stadskanaal rekent zich tot de stroming van de Gereformeerde Bond in de Protestantse Kerk in Nederland.

## Zie ook

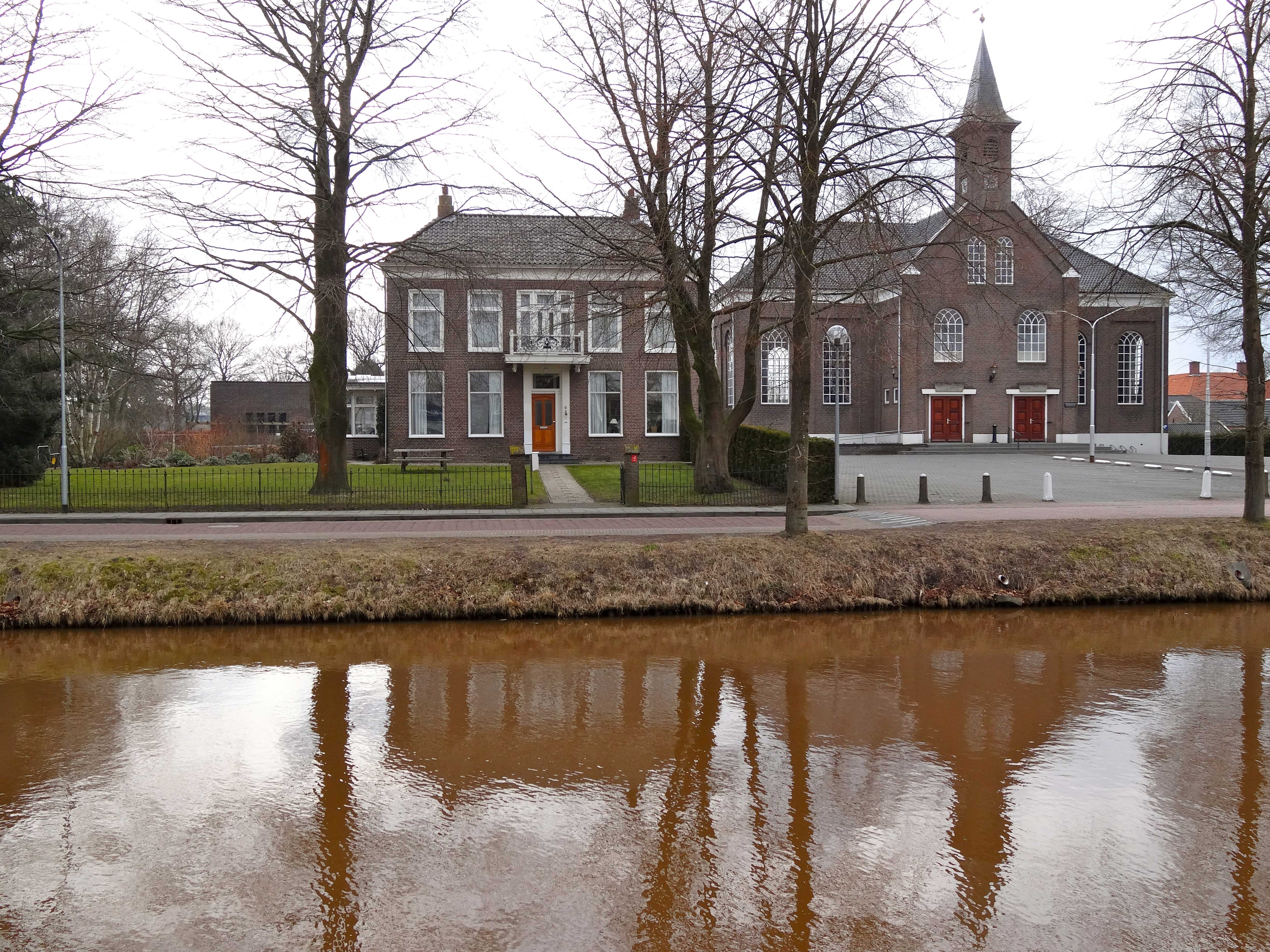
Kerk en pastorie aan de Oosterkade anno 2013